# Classe Mudyug
I rompighiaccio russi classe Mudyug sono navi di piccole dimensioni progettate per operare in acque costiere. Ne sono stati costruiti tre, entrati in servizio nel biennio 1982-1983.

## Tecnica
I classe Mudyug sono in grado di rompere, in maniera continuativa, ghiaccio spesso mezzo metro.
La prima unità costruita, la Mudyug, ha subito estese modifiche. Infatti, questo rompighiaccio è stato modificato con l'applicazione di una protezione aggiuntiva intorno allo scafo, in modo da migliorare la protezione dello stesso e le capacità rompighiaccio (passata da mezzo metro ad un metro). La modifica ha comportato aumenti sia nel dislocamento (7.775 tonnellate), sia nelle dimensioni (111,36 metri di lunghezza e 22,2 di larghezza).

## Utilizzo
I rompighiaccio classe Mudyug sono stati progettati per operare in mari chiusi e poco profondi. Le unità costruite sono state tre, tutte nei cantieri di Helsinki, in Finlandia.
- Mudyug: entrato in servizio nel 1982, con base ad Arcangelo.
- Magadan: entrato in servizio nel 1982, con base a Vladivostok.
- Dikson: entrato in servizio nel 1983, con base a Murmansk.